# Päpstliches Komitee für Geschichtswissenschaft
Päpstliches Komitee für Geschichtswissenschaft (ital.: Pontificio Comitato di Scienze Storiche, PCSS) ist eine Einrichtung der Römischen Kurie. Es hat seinen Sitz in der Vatikanstadt. 

## Vorgeschichte
Das PCSS ist die Nachfolgeorganisation der „Kardinalskommission für die Historischen Studien“, die anlässlich der ersten Öffnung des Vatikanischen Geheimarchivs am 8. August 1883 von Papst Leo XIII. gegründet worden war. Ihr gehörten drei Kardinäle an:
- Joseph Hergenröther als Kardinalpräfekt des Vatikanischen Geheimarchivs
- Antonino De Luca als Vizekanzler der Heiligen Römischen Kirche
- Jean-Baptiste Pitra OSB als Kardinalbibliothekar

## Geschichte
Das Komitee wurde am 7. April 1954 in Rom von Papst Pius XII. ins Leben gerufen. Er folgte damit einer Bitte von Robert Fawtier (1885–1966), des Präsidenten des Comité International des Sciences Historiques (CISH), der den Heiligen Stuhl eingeladen hatte, sich im CISH vertreten zu lassen. Die Absicht des Papstes war es, durch das Komitee das historische Erbe der römischen Kirche in der internationalen Geschichtswissenschaft einzubringen.
Erster Präsident des Päpstlichen Komitees für Geschichtswissenschaft war der italienische Kirchenhistoriker Pio Paschini.

## Aufgabe
Die Einrichtung kümmert sich beispielsweise um Kenntnisse der klassischen Sprachen wie auch um die russisch-vatikanischen Beziehungen nach 1918, wobei mit der Russischen Akademie der Wissenschaften und deren Institut für Universalgeschichte zusammengearbeitet wird. Des Weiteren wird im internationalen Kontext mit Historiker- und Wissenschaftsakademien zusammengearbeitet und kirchenhistorische Themen erforscht.
Seit 2005 wird ein internationaler Medienpreis für Beiträge über den Wert der klassischen Sprachen vergeben, der den Wert des Lateinischen oder des Griechischen für die kulturelle Entwicklung Europas zum Thema hat.

## Leitung
Seit September 2023 ist Marek Inglot SJ Präsident des Komitees. Päpstlicher Delegat ist seit Dezember 2022 Kurienbischof Carlos Alberto de Pinho Moreira Azevedo. Sekretär des Komitees ist seit April 2023 Pierantonio Piatti.

### Präsidenten
- 1954–1962: Pio Paschini
- 1963–1989: Michele Maccarrone
- 1989–1998: Victor Saxer
- 1998–2009: Walter Brandmüller
- 2009–2023: Bernard Ardura OPraem
- seit 2023: Marek Inglot SJ

### Sekretäre
- 1954–1963: Michele Maccarrone
- 1963–1973: José Ruysschaert
- 1973–1980: Amato Pietro Frutaz
- 1981–1989: Raffaele Farina SDB
- 1989–2002: Vittorino Grossi OESA
- 2002–2013: Cosimo Semeraro SDB
- 2013–2023: Luigi Michele De Palma
- seit 2023: Pierantonio Piatti

## Mitglieder

### Aktuelle Mitglieder
- Ugo Baldini
- Agostino Borromeo
- Philippe Chenaux
- David d’Avray
- Enrico dal Covolo
- Bernard Dompnier
- Maria de Lurdes Fernandes
- Giulia Gasparro Sfameni
- Christine Maria Grafinger (seit 2022)[6]
- Emilia Hrabovec
- Johannes Helmrath
- Marek Andrzej Inglot
- César Izquierdo Urbina (seit 2021)[7]
- Benedict Kanakappally OCD (seit 2021)[7]
- Elisabeth Kieven
- Gianni La Bella (seit 2024)[8]
- Augustin Laffay OP (seit 2021)[9]
- Gaetano Lettieri
- Werner Maleczek
- Emilio Marin, kroatischer Christlicher Archäologe (seit 2022)[10]
- Paul Mattei (seit 2021)[7]
- Gert Melville
- Nelson Hubert Minnich
- Antal Molnár (seit 2021)[9]
- Sergio Pagano
- Agostino Paravicini Bagliani
- Cesare Pasini
- Antón M. Pazos
- Claude Prudhomme
- Gianpaolo Romanato
- Carlos Salinas Araneda
- Henrique José Sampaio Soares de Sousa Leitão (seit 2024)[8]
- Josep-Ignasi Saranyana-Closa
- Andreas Sohn (seit 2024)[8]
- Nicoletta Vittoria Spezzati ASC (seit 2021)[9]
- Francis Thonippara
- Giovanni Maria Vian

### Korrespondierende Mitglieder
- Marc Agostino
- Katrin Boeckh
- Danilo Ceccarelli Morolli
- Sandro Roberto da Costa
- Jean-Dominique Durand
- Farid Ghassemlou
- Paul F. Grendler
- Paul Gundani
- Kiril Plamen Kartaloff
- Sunny Maniakkunnel
- Jean-Paul Messina
- Flavien Nkay Malu
- John W. O’Malley
- Matteo Nacci
- Kenneth Pennington
- Tricia T. Pyne
- Christian Sorrel
- Emmanuel Tawil
- Egenia Tokareva
- Rita Tolomeo

### Emeritierte Mitglieder
- Bernard Barbiche
- Walter Brandmüller
- Vincenzo Carbone
- Marcel Chappin
- Raffaele Farina
- Vittorino Grossi
- Philippe Levillain
- Paolo Nardi
- Charles Munier
- Cosimo Semeraro
- Robert Trisco
- André Vauchez
- Raffaello Volpini

### Verstorbene Mitglieder
- Alfonso Alcalá Alvarado
- Ferdinando Antonelli
- Roger Aubert
- Miguel Batllori
- Giulio Battelli
- Pierre Blet
- Frans Bontinck
- Léonard Boyle
- Cayetano Bruno
- Lucien de Bruyne
- Onorato Bucci
- Paul Canart
- Eduardo Cárdenas
- Antonio Casamassa
- Elena Cavalcanti
- Patrick Corish
- Gianluigi Falchi
- Jean Maurice Fiey
- Pietro Amato Frutaz
- Alessandro Galuzzi
- Jean Gaudemet
- Martino Giusti
- Richard Gray
- Joseph Grisar
- Oskar Halecki
- Kassius Hallinger
- Ilarino da Milano
- Hubert Jedin
- Thomas M. Käppeli
- David Knowles
- Stephan Kuttner
- Gabriel Le Bras
- Pedro de Leturia
- Michele Maccarrone
- Henri-Irénée Marrou
- Giacomo Martina
- Angelo Martini
- Gilles Gérard Meersseman
- Angelo Mercati
- Vincenzo Monachino
- Pio Paschini
- Giorgio Picasso
- Vittorio Peri
- Alfons Raes
- Konrad Repgen
- José Ruysschaert
- Pierre Salmon
- Victor Saxer
- Heinrich Schmidinger
- Mario Sensi
- Pietro Stella
- Alfons Maria Stickler
- Henryk Damian Wojtyska